# Yersekse en Kapelse Moer
Yersekse en Kapelse Moer este o arie protejată (arie specială de conservare — SAC, sit de importanță comunitară — SCI, arie de protecție specială avifaunistică — SPA) din Țările de Jos întinsă pe o suprafață de 433 ha, integral pe uscat.

## Localizare
Centrul sitului Yersekse en Kapelse Moer este situat la coordonatele 51°29′28″N 4°01′11″E / 51.4911°N 4.0197°E.

## Înființare
Situl Yersekse en Kapelse Moer a fost declarat sit de importanță comunitară în decembrie 1996 pentru a proteja 2 specii de animale. Alte tipuri de protecție:
- arie de protecție specială avifaunistică (în martie 2000)[3]
- arie specială de conservare (în martie 2011)[2][4][5]

## Biodiversitate
Situată în ecoregiunea atlantică, aria protejată conține 2 habitate naturale: Salicornia și alte specii anuale care populează regiunile mlăștinoase și nisipoase, Pășuni atlantice udate de apa mării (Glauco-Puccinellietalia maritimae).
La baza desemnării sitului se află mai multe specii protejate de  păsări (2): rață fluierătoare (Anas penelope), gârliță mare (Anser albifrons).